# Gonodactyloideus cracens
Gonodactyloideus cracens is een bidsprinkhaankreeftensoort uit de familie van de Gonodactylidae. De wetenschappelijke naam van de soort is voor het eerst geldig gepubliceerd in 1984 door Manning.